# Пас, Адриан
Адриан Густаво Пас Чаркеро (исп. Adrián Gustavo Paz Charquero; 9 сентября 1966, Монтевидео) — уругвайский футболист, нападающий.

## Карьера

### Клубная карьера
Пас начал карьеру в клубе «Белья Виста», дебютировав в чемпионате Уругвая в сезоне 1986. В 1988 году перешёл в «Пеньяроль». В том же 1988 году подписал контракт с аргентинским «Велес Сарсфилдом». В чемпионате Аргентины сезона 1988/89 сыграл 28 матчей и забил три гола. В 1989 году вернулся в «Пеньяроль». В полуфинале Суперкубка Либертадорес 1990 против парагвайской «Олимпии» он напал на чилийского рефери Эрнана Сильву, за что Южноамериканская конфедерация футбола дисквалифицировала его на один год. В 1993 году стал игроком аргентинского «Эстудиантеса». Провёл в клубе полтора сезона, сыграл 45 матчей и забил шесть голов.
В сентябре 1994 года Пас перешёл в английский «Ипсвич Таун» за рекордные для клуба 1 млн фунтов стерлингов, став первым уругвайцем в истории Премьер-лиги. За «Ипсвич Таун» дебютировал 24 сентября 1994 года в матче седьмого тура сезона 1994/95 против «Манчестер Юнайтед». 29 октября 1994 года в матче против «Ливерпуля» забил свой единственный гол за «Ипсвич». В 1995 году он уехал в Китай, где присоединился к клубу «Шанхай Пудун». В сезоне 1995/96 находился в аренде в «Ковентри Сити», но не сыграл ни одного матча.
В начале 1996 года Пас подписал контракт с MLS, новообразованной высшей лигой США, и стал игроком её клуба «Коламбус Крю». В дебютном матче «Коламбус Крю» в MLS, 13 апреля 1996 года против «Ди Си Юнайтед», отметился голевой передачей. В матче против «Ди Си» 15 мая 1996 года забил свой первый гол за «Крю», реализовав пенальти, а также отдал голевую передачу. 8 июня 1996 года в матче против «Канзас-Сити Уиз» сделал дубль и отдал одну голевую передачу. Всего в сезоне 1996 сыграл 30 матчей, забил семь голов и отдал 10 голевых передач, включая три матча и один гол в плей-офф.
1 февраля 1997 года Пас с драфт-пиком был обменян «Колорадо Рэпидз» на первый пик дополнительного драфта MLS. За «Колорадо Рэпидз» дебютировал 29 марта 1997 года в матче стартового тура сезона 1997 против своего бывшего клуба «Коламбус Крю», отметившись голевой передачей. 3 мая 1997 года в матче против «Тампа-Бэй Мьютини» забил свой первый гол за «Колорадо Рэпидз». 26 октября 1997 года забил гол в матче за Кубок MLS, но «Рэпидз» уступил «Ди Си» со счётом 1:2. Принял участие в Матче всех звёзд MLS 1998. 3 марта 1999 года покинул «Колорадо Рэпидз», решив не продлевать контракт с клубом. Всего за два сезона в «Рэпидз» сыграл 58 матчей, забил семь голов и отдал 26 голевых передач, включая пять матчей, один гол и две голевые передачи в плей-офф.
В 1999 году играл в Китае в клубе «Тяньцзинь Тэда». В 2000 году вернулся в «Белью Висту». В том же 2000 году завершил карьеру в китайском клубе «Циндао Этсун Хайню».

### Международная карьера
За сборную Уругвая Пас сыграл 11 матчей и забил три гола. Принимал участие в Кубке Америки 1993.
| Статистика | Статистика       | Статистика                                           | Статистика | Статистика | Статистика | Статистика                        |
| №          | Дата             | Место проведения                                     | Соперник   | Счёт       | Голы       | Соревнование                      |
| ---------- | ---------------- | ---------------------------------------------------- | ---------- | ---------- | ---------- | --------------------------------- |
| 1          | 30 апреля 1992   | «Сентенарио», Монтевидео, Уругвай                    | Бразилия   | 1:0        | 1          | Товарищеский матч                 |
| 2          | 21 июня 1992     | «Сентенарио», Монтевидео, Уругвай                    | Австралия  | 2:0        | —          | Товарищеский матч                 |
| 3          | 4 июля 1992      | «Сентенарио», Монтевидео, Уругвай                    | Эквадор    | 3:1        | 1          | Товарищеский матч                 |
| 4          | 2 августа 1993   | «Сентенарио», Монтевидео, Уругвай                    | Коста-Рика | 2:1        | 1          | Товарищеский матч                 |
| 5          | 16 июня 1993     | «Бельявиста», Амбато, Эквадор                        | США        | 1:0        | —          | Кубок Америки 1993                |
| 6          | 19 июня 1993     | «Бельявиста», Амбато, Эквадор                        | Венесуэла  | 2:2        | —          | Кубок Америки 1993                |
| 7          | 22 июня 1993     | «Олимпико Атауальпа», Кито, Эквадор                  | Эквадор    | 1:2        | —          | Кубок Америки 1993                |
| 8          | 26 июня 1993     | «Монументаль Исидро Ромеро Карбо», Гуаякиль, Эквадор | Колумбия   | 1:1        | —          | Кубок Америки 1993                |
| 9          | 15 августа 1993  | «Сентенарио», Монтевидео, Уругвай                    | Бразилия   | 1:1        | —          | Квалификация чемпионата мира 1994 |
| 10         | 29 августа 1993  | «Сентенарио», Монтевидео, Уругвай                    | Венесуэла  | 4:0        | —          | Квалификация чемпионата мира 1994 |
| 11         | 19 сентября 1993 | «Маракана», Рио-де-Жанейро, Бразилия                 | Бразилия   | 0:2        | —          | Квалификация чемпионата мира 1994 |

## Достижения
Индивидуальные
- Участник Матча всех звёзд MLS: 1998